# ديميترا أرابوغلو
ديميترا أرابوغلو (باليونانية: Δήμητρα Αράπογλου)‏ هي سياسية يونانية .  تم انتخابها لفترة 2007-2009 في الانتخابات التشريعية،  وكانت الشخص الأصم الثاني في العالم الذي يتم انتخابه للبرلمان.  لقد تحدثت بصراحة عن التمييز الذي واجهته كامرأة صماء في البرلمان اليوناني. 
كانت عضوة نشطة في مجتمع الصم اليوناني. 